# Iznogoud

Iznogoud tể tướng đê tiện

Iznogoud (phát âm như là "He's no good" - ông ta không tốt - theo lối phát âm tiếng Pháp với chữ H câm) là một nhân vật trong một bộ truyện tranh Pháp, do nhà viết kịch bản René Goscinny (người viết kịch bản cho Astérrix) sáng tạo viết kịch bản, và truyện do Jean Tabary vẽ. Bộ truyện này xuất bản lần đầu năm 1961, đã được dịch ra nhiều thứ tiếng kể cả tiếng Việt.
Truyện xảy ra ở thành Baghdad, Đại tể tướng (Vizir) Iznogoud là người có quyền lực thứ hai, chỉ sau Hoàng thượng (Khalif) Haroun El Poussah, nhưng ông ta lúc nào cũng chăm chăm tìm cách hại Hoàng thượng để thế chỗ, và câu nói nổi tiếng của Iznogoud "Ta muốn làm Hoàng thượng thế chỗ của Hoàng thượng!" (Je veux devenir calife à la place du calife !) ngày nay đã đi vào tiếng Pháp hàng ngày để ám chỉ những người nhiều tham vọng luôn muốn làm ông chủ. Trong từng kế hoạch của Iznogoud luôn luôn có sự giúp đỡ của tên hầu cận Dilat Larat (Wa’at Alaaf trong bản dịch tiếng Anh), một cánh tay mặt trung thành và ngốc nghếch (nhưng cũng không ngốc lắm).
Ngòi bút châm biếm sắc cạnh của Goscinny đã làm cho câu chuyện đầy tính hồn nhiên và tươi trẻ, và làm cho Iznogoud trở thành một trong những phi-anh-hùng nổi tiếng trong thế giới truyện tranh nước Pháp (mặc dù Iznogoud là một kẻ hung ác thứ thiệt). Hầu hết các âm mưu của Iznogoud đều thất bại, hoặc ít ra cũng mang đến cho kẻ chủ mưu những điều chẳng tốt đẹp gì, còn vị Hoàng thượng hiền lành thường bình yên vô sự và chẳng biết, chẳng hiểu Iznogoud đang làm gì.
Ví dụ như khi Đại tể tướng tìm ra một "Con đường mê cung" - con đường này đi mãi rồi cũng trở lại nơi xuất phát, tức là không có lối ra – và ông tể tướng lên ngay kế hoạch dụ Hoàng thượng vào đó để ngài sẽ lạc vĩnh viễn. Tất nhiên, Iznogoud đã quên mất một điều, đó là chính ông ta mới cần thoát ra khỏi con đường đó!
Khi Goscinny qua đời năm 1977, họa sĩ Tabary đã quyết định sẽ làm tiếp công việc một mình, giống như họa sĩ Albert Uderzo đã từng làm với bộ truyện tranh Asterix vậy. Trước kia, trong một cuốn sách, Goscinny viết thành từng câu chuyện ngắn, thì Tabary đã thay đổi cách xuất bản, mỗi cuốn sách là một câu chuyện riêng, nhiều hơn và chi tiết hơn. Truyện Iznogoud đã ra tới cuốn #26 (tháng 4 năm 2004) và không có dấu hiệu dừng lại. Năm 1995, một series phim hoạt hình Iznogoud ra đời, và tháng 2 năm 2005, một bộ phim do người thật đóng được phát hành ở Pháp, với 2 diễn viên Michaël Youn (trong vai Iznogoud) và Jacques Villeret (trong vai vị Hoàng thượng), dựa theo tập truyện "Iznogoud: Hoàng thượng ở chỗ của Hoàng thượng".
Một vài nhân vật nổi bật khác trong truyện là ông vua hung bạo Sultan Pullmankar, vị vua của vương quốc láng giềng. Đó là một ông vua nóng như lửa, và vương quốc của ông ta có quân đội rất hùng mạnh. Iznogoud luôn cố gắng để khiến Hoàng thượng làm Pullmankar nổi điên lên nằm gây ra chiến tranh. Tuy vậy, Pullmankar chẳng bao giờ nổi điên lên với Hoàng thượng, mà chỉ có Iznogoud tự rước hoạ vào thân thôi.
Một nhân vật khác xuất hiện khác thường nữa là một người hang động, có lần Iznogoud đi về thời tiền sử đã đem người hang động này về Baghdad, thế kỷ thứ 8.

## Iznogoud và chính trị gia
Thú vị là nhân vật này cũng đánh dấu ấn của mình vào chính trị Pháp: khi nhà chính trị cánh hữu Bruno Mégret, nhân vật số hai của đảng Mặt trận Quốc gia, cố gắng tiếp quản đảng này từ tay Jean-Marie Le Pen, ông đã lập tức được Le Pen gọi là Iznogoud. "Iznogoud" cũng được dùng cho Nicolas Sarkozy, một người có tham vọng lớn nhưng có dáng vóc nhỏ.

## Các tập đã xuất bản tại Việt Nam
Dưới đây là các tập đã xuất bản tại Việt Nam bởi Nhà xuất bản Trẻ (theo trình tự phát hành). Tuy nhiên, ở Việt Nam mới chỉ phát hành được 8 tập